# 徳島県道277号中島古庄線
徳島県道277号中島古庄線（とくしまけんどう277ごう なかしまふるしょうせん）は、徳島県阿南市を通る一般県道である。

## 概要
阿南市那賀川町中島から阿南市那賀川町大京原に至る。全線が堤防道路である。古庄は旧羽ノ浦町内の地名であるが、指定区間変更により、現在は旧那賀川町内のみの路線となっている。全線で2車線かそれと同等の道幅が確保されている。

### 路線データ
- 始点：阿南市那賀川町中島
- 終点：阿南市那賀川町大京原（徳島県道27号阿南那賀川線・徳島県道128号阿南羽ノ浦線交点、徳島県道141号大林那賀川阿南線上）
- 総延長：3.925 km[1]

## 歴史
- 1959年（昭和34年）1月31日 - 徳島県道154号として認定。
- 1972年（昭和47年）3月10日 - 現在の路線番号で再認定。

## 路線状況

### 重複区間
- 徳島県道141号大林那賀川阿南線（阿南市那賀川町中島 - 阿南市那賀川町大京原（終点））

## 地理

### 通過する自治体
- 徳島県
  - 阿南市

### 交差する道路
| 交差する道路                                                                                  | 交差する場所   | 交差する場所 |
| --------------------------------------------------------------------------------------------- | -------------- | ------------ |
| 国道55号 / 阿南道路 国道195号 重複 徳島県道402号阿南徳島自転車道線 重複                       | 那賀川町中島   | [ 注釈 1 ]   |
| 徳島県道278号蛭子原西の久保線                                                                 | 那賀川町中島   |              |
| 徳島県道141号大林那賀川阿南線 重複区間起点                                                    | 那賀川町中島   |              |
| 徳島県道27号阿南那賀川線 徳島県道128号阿南羽ノ浦線 徳島県道141号大林那賀川阿南線 重複区間終点 | 那賀川町大京原 | 終点         |

### 交差する鉄道
- 牟岐線

### 沿線
- 那賀川